# Font dels Malalts (Rivert)
La Font dels Malalts és una font del poble de Rivert, pertanyent al municipi de Conca de Dalt, al Pallars Jussà. Antigament pertanyia al terme de Toralla i Serradell.
Està situada a 905 metres d'altitud, a prop i al sud-oest de Rivert, sota les Balçs, a la dreta del barranc del Balç.